# Raw Like Sushi (Mr. Big)
Raw like Sushi è un album dal vivo del gruppo musicale statunitense Mr. Big, pubblicato nel 1990 dalla Atlantic Records.

## Tracce
1. Blame It On My Youth – 4:25
2. How Can You Do What You Do – 3:56
3. Merciless – 4:34
4. Rock & Roll Over – 7:16
5. Take a Walk – 4:24
6. Addicted to That Rush – 6:02

## Formazione
- Eric Martin – voce
- Paul Gilbert – chitarre, cori
- Billy Sheehan – basso, cori
- Pat Torpey – batteria, cori